# Alien³
Alien³ (ook geschreven als Alien 3) is een Amerikaans sciencefictionfilm uit 1992, geregisseerd door David Fincher. De hoofdrollen worden vertolkt door Sigourney Weaver, Charles S. Dutton, Charles Dance en Paul McGann.
Alien³ is het tweede vervolg op de horrorklassieker Alien (1979) van Ridley Scott. Tijdens het maken traden er een hoop problemen op, zo was er grote druk uit de studio en bleek er na het filmen nog wat materiaal te ontbreken, wat er nog bij gefilmd moest worden. Toen het filmen begon was het scenario nog niet af. Daarom was de eerste trailer incorrect; volgens de trailer zou de film op de aarde spelen. Toen de trailer werd gemaakt was dat inderdaad een van de mogelijke ideeën, maar later werd dat veranderd. Door de druk vanuit de studio onteigende debuterend regisseur David Fincher de film uiteindelijk; in de interviews op de dvd komt hij ook niet voor.

## Verhaal (Originele bioscoopversie)
De film begint kort na de gebeurtenissen uit Aliens. Ripley, Hicks, Newt en Bishop zijn in hyperslaap aan boord van het marineschip Sulaco, wanneer er brand uitbreekt. De computer reageert hierop door de inzittenden zonder ze te wekken in een ruimteveer te plaatsen en deze de ruimte in te schieten. Ook aan boord is een Alien-facehugger, die blijkbaar mee is gelift naar de planetoïde. Het ruimteveer stort neer op Fiorina 161, een gevangenisplaneet van het bedrijf Weyland-Yutani. Alleen Ripley overleeft het ongeluk. Ze wordt gevonden door de gevangenisdokter Clemens en de gevangenisdirecteur Harold Andrews. Andrews waarschuwt Ripley dat de gevangenen op de planeet allemaal mannen zijn, die een apocalyptische religie aanhangen die geslachtsgemeenschappen verbiedt. Ripleys aanwezigheid kan dit ernstig verstoren.
Ripley staat erop dat er autopsie uitgevoerd wordt op de lichamen van de andere inzittenden van het ruimteveer, vrezend dat een van hen mogelijk een Alien-embryo in zich draagt. Dit blijkt niet zo te zijn. Hicks en Newt worden gecremeerd in de hoogoven van de gevangenis. Ondertussen hecht de Facehugger zich vast aan een rottweiler. Dit dier wordt zijn gastheer. Al gauw begint een viervoetige, bliksemsnelle alien de gevangenen uit te moorden. Ripley heractiveert de zwaar beschadigde androïde Bishop om haar te helpen de Alien te bevechten. Tevens vertelt ze Andrews wat er gaande is, maar hij gelooft haar niet. Bovendien zijn er volgens hem geen wapens op de planeet om de Alien mee te bevechten.
Ripley laat het er niet bij zitten en verzamelt zo veel mogelijk gevangenen om mee te vechten tegen de Alien. Clemens wordt door de Alien gedood, maar wanneer het beest in Ripleys buurt komt laat hij haar om een of andere reden met rust. Ripley gebruikt de medische apparatuur van uit het ruimteveer van de Sulaco om haar lichaam te scannen, en ontdekt tot haar schok dat ze zelf drager is van een Alien-embryo; dat van een Alien-koningin. Daarom doodde de Alien haar niet. Ripley smeekt Dillon, de leider van de gevangenen, om haar te doden voor het embryo volgroeid is. Hij wil dit alleen doen als zij eerst helpt om de loslopende Alien te doden. Samen maken ze een plan om de Alien naar een oven te lokken en in gesmolten lood te laten vallen. Het plan mislukt en Dillon en veel andere gevangenen vinden de dood. Uiteindelijk slaagt Ripley erin de Alien te doden door eerst vloeibaar lood op hem te gooien, en vervolgens de sprinklers aan te zetten zodat het exoskelet van de Alien barst door de temperatuurverschillen.
Kort hierna arriveert een team van Weyland-Yutani, dat Ripley aanbiedt om haar te opereren en het embryo uit haar te halen. Ripley weet echter dat ze het embryo zullen gebruiken om een eigen leger van Aliens te maken. Ze gooit zich in een enorme oven en sterft zo samen met de nieuwe Alienkoningin.

## Rolverdeling
| Acteur                  | Personage                                               |
| ----------------------- | ------------------------------------------------------- |
| Sigourney Weaver        | Ellen Ripley                                            |
| Charles S. Dutton       | Leonard Dillon                                          |
| Charles Dance           | Jonathan Clemens                                        |
| Danny Webb              | Robert Morse                                            |
| Paul McGann             | Walter Golic                                            |
| Brian Glover            | Harold Andrews                                          |
| Ralph Brown             | Francis '85' Aaron                                      |
| Philip Davis            | Kevin Dodd                                              |
| Paul Brennen            | Yoshi Troy                                              |
| Pete Postlethwaite      | David                                                   |
| Holt McCallany          | Ted 'Junior' Gillis                                     |
| Peter Guinness          | Gregor                                                  |
| Niall Buggy             | Eric                                                    |
| Lance Henriksen         | stem van L. Bishop / Michael Bishop-Weyland (Bishop II) |
| Christopher John Fields | Daniel Rains                                            |
| Christopher Fairbank    | Thomas Murphy                                           |
| Dhobi Oparei            | Arthur Walkingstick                                     |
| Clive Mantle            | Clive William                                           |
| Carl Chase              | Frank Ellis                                             |
| Leon Herbert            | Edward Boggs                                            |
| Vincenzo Nicoli         | Alan Jude                                               |
| Tom Woodruff jr.        | Alien (onvermeld)                                       |
| Danielle Edmond         | Newt's lijkje (onvermeld)                               |
| Michael Biehn           | Korporaal Dwayne Hicks (archieffoto, onvermeld)         |

Het lijk van Newt (in de vorige film gespeeld door Carrie Henn) wordt gespeeld door Danielle Edmond.

## Achtergrond

### Productie
Oorspronkelijk werd Brandywin Productions benaderd door 20th Century Fox voor nog twee Alienfilms. David Giler en Walter Hill, de producers van de vorige films, besloten een comples tweeluik te maken. Sigourney Weaver (Ripley) zou oorspronkelijk alleen een cameo krijgen in de derde film, maar Fox was tegen dit plan omdat ze vonden dat zij inmiddels de ster van de Alien-reeks was geworden. Weaver zelf had minder moeite met het feit dat haar personage wellicht niet meer mee zou spelen in de derde film.
Fox was sceptisch over het plan van Hill en Giler, maar stemde toe om beide films te financieren indien ze samen zouden worden opgenomen om de productietijd te verkorten. Dit leverde echter problemen op, waardoor uiteindelijk werd besloten om maar één film te maken. Ridley Scott, de regisseur van de eerste Alienfilm, werd benaderd voor de regie, maar moest dit afslaan vanwege zijn werkzaamheden bij drie andere films.
De verdere productie van Alien 3 verliep niet soepel. Toen de opnames begonnen, was het scenario nog verre van klaar. Verschillende regisseurs en scenaristen werden bij het project betrokken, en allemaal gaven ze er hun eigen draai aan. De eerste versie van het scenario kwam van sciencefictionauteur William Gibson. Andere versies werden geschreven door Eric Red, David Twohy en Vincent Ward. Regisseur David Fincher werd pas laat in het project betrokken bij de opnames. Daarom had hij maar weinig tijd om zich voor te bereiden. Bovendien maakten de bemoeienissen van de studio het er niet makkelijker op voor hem.
Acteur Michael Biehn eiste geld voor het zonder toestemming gebruiken van zijn foto in de film (voor een shot van een computer waarop staat dat Hicks overleden is). Uiteindelijk kreeg hij hiervoor meer betaald dan voor zijn rol in Aliens.
Deze film introduceerde de mogelijkheid voor een alien om via het uitwisselen, stelen of kopiëren van genetisch materiaal bepaalde kenmerken van zijn gastheer over te nemen- de alien neemt de viervoetige voortbeweging van de hond over. De makers van de eerste film hadden dit ook al in hun achterhoofd, wat ook blijkt uit de mensachtige lichaamsbouw van de alien.

### Effecten
In Alien³ werd de alien, behalve als een man in een pak, ook in beeld gebracht als een met stokjes bewogen pop. Deze werd met de computer in het beeldmateriaal geplakt, waarna met de computer de juiste schaduwen en lichteffecten werden toegevoegd. In één shot werd de kop van de alien geheel met de computer gemaakt (in de scène waar hij barst), wat voor de tijd heel bijzonder was; in 1993 werden dergelijke digitale technieken gemeengoed door Steven Spielbergs Jurassic Park.

### Filmmuziek
De muziek van Alien³ werd gecomponeerd door Elliot Goldenthal. Hij werkte bijna een jaar aan de filmmuziek. Hij werkte ook nauw samen met Fincher om de muziek beter af te kunnen stemmen op de omgeving en sfeer van de film zelf.
De muziek werd opgenomen tijdens de Rellen in Los Angeles 1992, wat volgens Goldenthal bijdroeg aan de wat verontrustende toon van de muziek.

## Ontvangst
Alien³ kwam op 22 mei 1992 in de bioscopen. De film debuteerde op de tweede plaats in de kaartverkoop, net achter Lethal Weapon 3. De opbrengst in het openingsweekeinde bedroeg 23,1 miljoen dollar. De totale opbrengst in Noord-Amerika bedroeg 55,4 miljoen dollar, wat door de producers werd gezien als een flop. Internationaal deed de film het beter, met een opbrengst van $104,3 miljoen dollar. De wereldwijde opbrengst bedroeg $159,7 miljoen. Daarmee was het de op een na best verkochte Alien-film.
De film kreeg minder positieve kritieken dan de vorige films, Alien en Aliens (1986), maar werd uiteindelijk langzaam geaccepteerd door de fans. In 2003 werd de Alien Quadrilogy uitgebracht. Hierop stonden alle vier Alien-films, elk met een speciale editie. Er stond ook, voor het eerst, een speciale editie van Alien³ op. Van alle vier de speciale edities was die van Alien³ veruit het meest verschillend van het origineel. Al het nieuwe materiaal kon niet optimaal hersteld worden; hierdoor zijn sommige extra scènes te herkennen door een slechte geluidskwaliteit.

## Prijzen en nominaties
| Jaar | Prijs                  | Categorie                                                         | Genomineerde(n)                                             | Uitslag     |
| ---- | ---------------------- | ----------------------------------------------------------------- | ----------------------------------------------------------- | ----------- |
| 1993 | Academy Award          | Beste visuele effecten                                            | Richard Edlund, Alec Gillis, Tom Woodruff jr., George Gibbs | Genomineerd |
| 1993 | Saturn Award           | Beste actrice                                                     | Sigourney Weaver                                            | Genomineerd |
| 1993 | Saturn Award           | Beste kostuums                                                    | Bob Ringwood, David Perry                                   | Genomineerd |
| 1993 | Saturn Award           | Beste regisseur                                                   | David Fincher                                               | Genomineerd |
| 1993 | Saturn Award           | Beste sciencefictionfilm                                          | -                                                           | Genomineerd |
| 1993 | Saturn Award           | Beste speciale effecten                                           | George Gibbs, Richard Edlund, Alec Gillis, Tom Woodruff jr. | Genomineerd |
| 1993 | Saturn Award           | Beste mannelijke bijrol                                           | Charles S. Dutton                                           | Genomineerd |
| 1993 | Saturn Award           | Beste scenario                                                    | David Giler, Walter Hill, Larry Ferguson                    | Genomineerd |
| 1993 | BAFTA Award            | Beste speciale effecten                                           | Richard Edlund, George Gibbs, Alec Gillis, Tom Woodruff jr. | Genomineerd |
| 1993 | Hugo Award             | Best Dramatic Presentation                                        | -                                                           | Genomineerd |
| 1993 | MTV Movie Award        | Best Action Sequence                                              | -                                                           | Genomineerd |
| 1993 | Golden Reel Award      | Best Sound Editing – ADR                                          | -                                                           | Gewonnen    |
| 2003 | DVDX Award             | Best Overall DVD, Classic Movie (Including All Extra Features)    | Charles de Lauzirika                                        | Gewonnen    |
| 2003 | DVDX Award             | Best Menu Design                                                  | Matt Kennedy                                                | Genomineerd |
| 2003 | DVDX Award             | Best New Movie Scenes (Finished-Edited Into Movie or Stand-Alone) | Charles de Lauzirika, David Crowther                        | Genomineerd |
| 2003 | DVDX Award             | Best Behind-the-Scenes Program (New for DVD)                      | Charles de Lauzirika                                        | Genomineerd |
| 2004 | Saturn Award           | Best DVD Collection                                               | -                                                           | Genomineerd |
| 2004 | Sierra Award           | Best DVD                                                          | -                                                           | Gewonnen    |
| 2004 | Golden Satellite Award | Best DVD Extras                                                   | -                                                           | Genomineerd |
| 2004 | Golden Satellite Award | Best Overall DVD                                                  | -                                                           | Genomineerd |